# Etymologický klam
Etymologický klam je odvození z minulosti, kdy se argumentuje tvrzením o současném významu slova založeným výhradně na jeho etymologii. Historický význam slova je podle tohoto argumentu jeho jediným platným významem a jeho současný význam je neplatný. Jedná se o lingvistický omyl, který se někdy používá jako základ preskriptivní lingvistiky.
Etymologický klam může spočívat v hledání pravého významu slov pomocí hloubání v jejich etymologii nebo v tvrzení, že slovo by se mělo používat určitým způsobem, protože má určitou etymologii.

## Výskyt a příklady
Etymologický klam je možný, když slovo v průběhu času změnilo svůj význam. Takové změny mohou zahrnovat posun v rozsahu (zúžení nebo rozšíření významu) nebo konotace (meliorace nebo pejorace). V některých případech se významy mohou také zcela posunout, takže etymologický význam nemá žádnou zjevnou souvislost se současným významem. Etymologie (nauka o původu slov) bývá někdy zaměňována za sémantiku (nauku o významu). Etymologie se snaží vysvětlit, z čeho slovo pravděpodobně vzniklo, jeho význam se ale v čase posouvá a mění.
Staří Řekové věřili, že existuje „pravý význam“ slova, který je odlišný od jeho běžného užívání. Existují důkazy, že podobné přesvědčení existovalo i mezi starověkými védskými učenci. V moderní době se s tímto omylem lze setkat v některých argumentech jazykových puristů.
Ne každá změna významu vede k etymologickému omylu, ale takové změny jsou často základem nepřesných argumentů.
Příkladem slova, které výrazně změnilo svůj význam, je slovo „decimace“, které původně označovalo zmenšení o desetinu, ale nyní obvykle znamená drastické zmenšení nebo úplné zničení. Trvat na tom, že pravdivý je pouze původní význam, znamená dopustit se etymologického klamu.
Slovo „manželství“ zase podle jedné hypotézy pochází praslovanského „malъžena“, které bylo dvojným číslem pro ženu a muže (obdobně jako duálový tvar „bratъsestra“, což by se do češtiny přeložilo jako „bratr a sestra“ nebo „sourozenecký pár“), zatímco slovo „manželství“ označuje trvalý svazek muže a ženy, a od údajně původního praslovanského výrazu tedy posunulo význam. Etymologickým omylem by pak mohlo být například tvrzení: „Stejnopohlavní manželství je chyba, protože slovo ‚manželství‘ v sobě obsahuje slova ‚muž‘ a ‚žena‘.“
Jedním ze slov s nezměněným významem a zavádějící etymologií je antisemitismus. Podoba tohoto slova naznačuje, že se vztahuje k odporu vůči Semitům, ale když toto slovo v 19. století vzniklo, označovalo konkrétně protižidovské názory a chování. Mnoho národů, které nejsou židovské, bylo považováno za semitské, a protože slovo Semita tak mohlo označovat i někoho, kdo není Žid, objevuje se etymologicky mylný argument, že antisemitismus se neomezuje na protižidovské názory a že za antisemitismus by měl být považován i odpor vůči jiným rádoby semitským národům.